# Tombali (regio)
Tombali is een zuidelijke regio in Guinee-Bissau. De regio is vernoemd naar de plaats Tombali, maar de hoofdstad is Catió. Tombali telde bij de volkstelling van 1979 55.099 inwoners en in 1991 72.441 inwoners. De regio heeft een oppervlakte van ruim 3700 vierkante kilometer.

## Sectoren
Tombali is verdeeld in vier sectoren:
- Bedanda
- Cacine
- Catió
- Quebo